# Introitus in festo Ss. Nominis Jesu
Introitus in festo Ss. Nominis Jesu, JW II/2, és un motet per a veus mixtes i orgue compost per Leoš Janáček el 1875 a Praga, mentre estudiava a l'Escola d'orgue de Praga. El text es basa en un text espiritual en llatí.
Compost en mode dòric, va ser el segon motet de Janáček.